# Cucumaria
Genre
Cucumaria est un genre d'animaux marins de la classe des holothuries (concombre de mer).

## Liste d'espèces

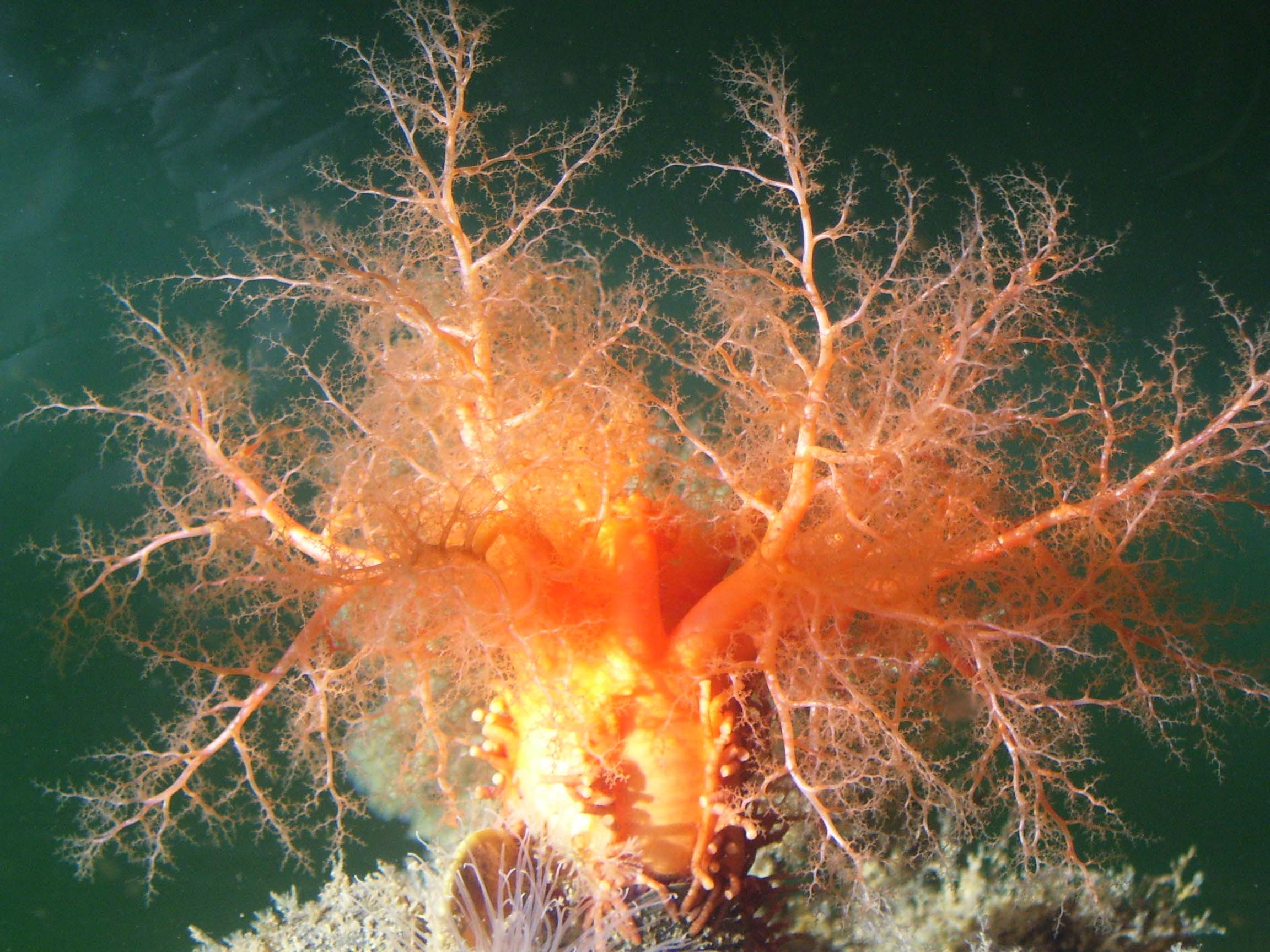
Tentacules buccaux d'une Cucumaria miniata

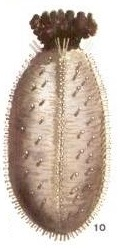
Dessin d'une Cucumaria frondosa

| Selon World Register of Marine Species (27 janvier 2025) : - Cucumaria adela Clark, 1946 - Cucumaria anivaensis Levin, 2004 - Cucumaria arcuata (Hérouard, 1921) - Cucumaria beringiana Stepanov & Panina, 2021 - Cucumaria compressa (R. Perrier, 1898) - Cucumaria congoana Ludwig & Heding, 1935 - Cucumaria conicospermium Levin & Stepanov, 2002 - Cucumaria crax Deichmann, 1941 - Cucumaria diligens D'yakonov & Baranova in D'yakonov, Baranova & Savel'eva, 1958 - Cucumaria djakonovi Baranova, 1980 - Cucumaria dudexa O'Loughlin & Manjón-Cabeza, 2009 - Cucumaria duriuscula Sluiter, 1901 - Cucumaria fallax Ludwig, 1875 - Cucumaria fedotovi Panina, Stepanov & Martynov, 2019 - Cucumaria flamma Solis-Marin & Laguarda-Figueras, 1999 - Cucumaria frondosa (Gunnerus, 1767) - Cucumaria fusiformis Levin, 2006 - Cucumaria georgiana (Lampert, 1886) - Cucumaria ijimai Ohshima, 1915 - Cucumaria insperata D'yakonov & Baranova in D'yakonov, Baranova & Savel'eva, 1958 - Cucumaria irregularis Vaney, 1906 - Cucumaria joubini Vaney, 1914 - Cucumaria koreaensis Östergren, 1898 - Cucumaria lamberti Levin & Gudimova, 1998 - Cucumaria lateralis Vaney, 1906 - Cucumaria levini Stepanov & Pil'ganchuk, 2002 - Cucumaria miniata (Brandt, 1835) - Cucumaria munita Sluiter, 1901 - Cucumaria obscura Levin, 2006 - Cucumaria okhotensis Levin & Stepanov, 2003 - Cucumaria pallida Kirkendale & Lambert, 1995 - Cucumaria paraglacialis Heding, 1942 - Cucumaria parassimilis Deichmann, 1930 - Cucumaria perfida Vaney, 1908 - Cucumaria periprocta Vaney, 1908 - Cucumaria piperata (Stimpson, 1864) - Cucumaria planciana (Delle Chiaje, 1841) - Cucumaria pseudocurata Deichmann, 1938 - Cucumaria pusilla Ludwig, 1886 - Cucumaria sachalinica D'yakonov, 1949 - Cucumaria salma Yingst, 1972 - Cucumaria savelijevae Baranova, 1980 - Cucumaria solangeae Martins & Souto, 2015 - Cucumaria tenuis Ludwig, 1875 - Cucumaria turbinata (Hutton, 1879) - Cucumaria vaneyi Cherbonnier, 1949 - Cucumaria vegae Théel, 1886 - Cucumaria vicaria Sluiter, 1910 - Cucumaria vilis Sluiter, 1901 | Selon ITIS (11 décembre 2013) : - Cucumaria calcigera - Cucumaria californica Semper - Cucumaria chronhjelmi - Cucumaria crax - Cucumaria crucigera - Cucumaria curata Cowles, 1907 - Cucumaria echinata Von Marenzeller - Cucumaria elongata - Cucumaria fallax Ludwig, 1894 - Cucumaria fisheri Wells, 1924 - Cucumaria frondosa (Gunnerus, 1770) - Cucumaria glacialis - Cucumaria ijimai - Cucumaria japonica Semper, 1868 - Cucumaria lactea - Cucumaria lamperti - Cucumaria lubrica H. L. Clark, 1901 - Cucumaria miniata (Brandt, 1835) - Cucumaria normani - Cucumaria piperata (Stimpson, 1864) - Cucumaria planci - Cucumaria pseudocurata Deichmann, 1938 - Cucumaria pulcherrima (Ayres, 1854) - Cucumaria salma - Cucumaria vegae Theel, 1886 |

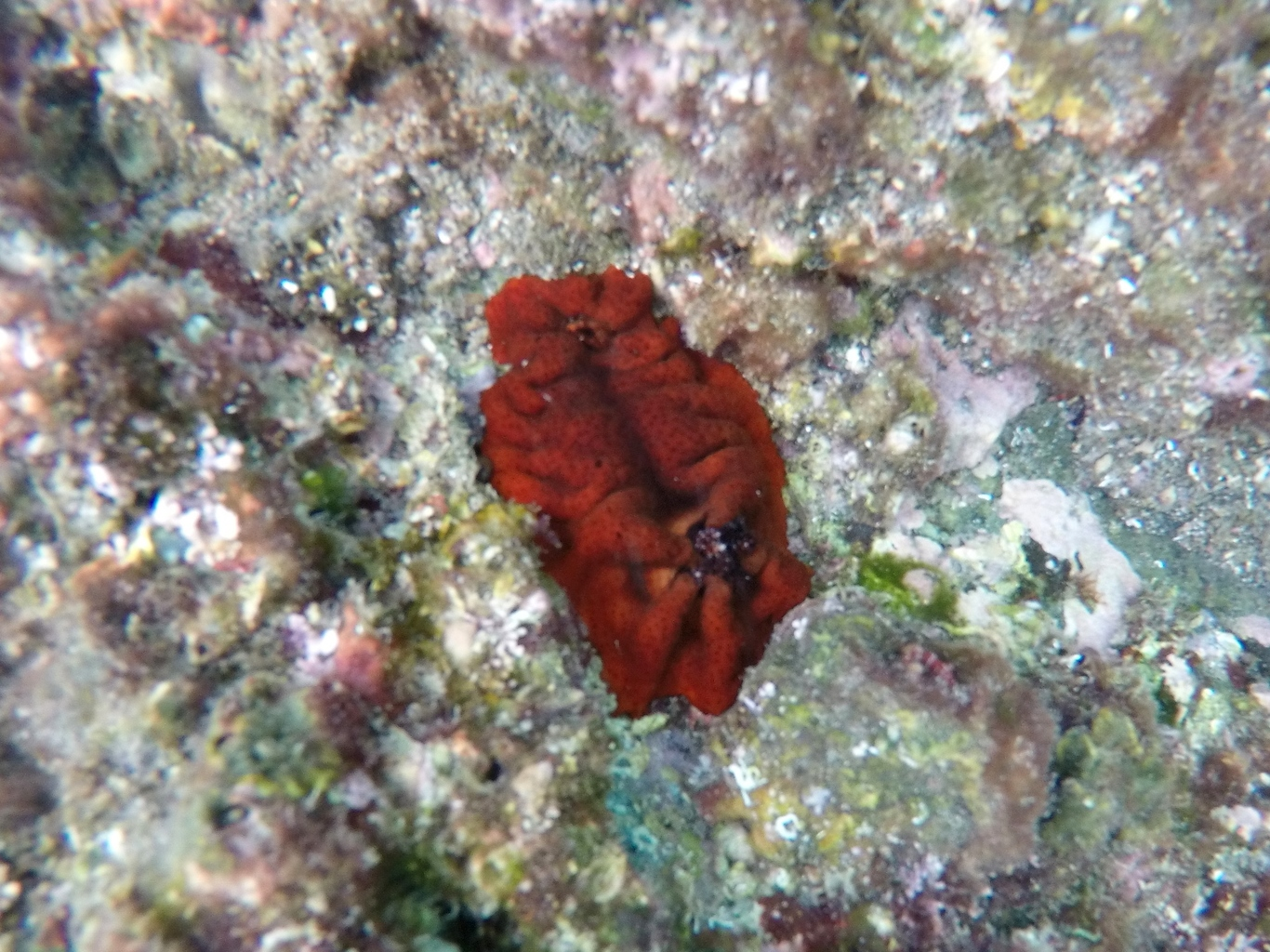
Cucumaria flamma
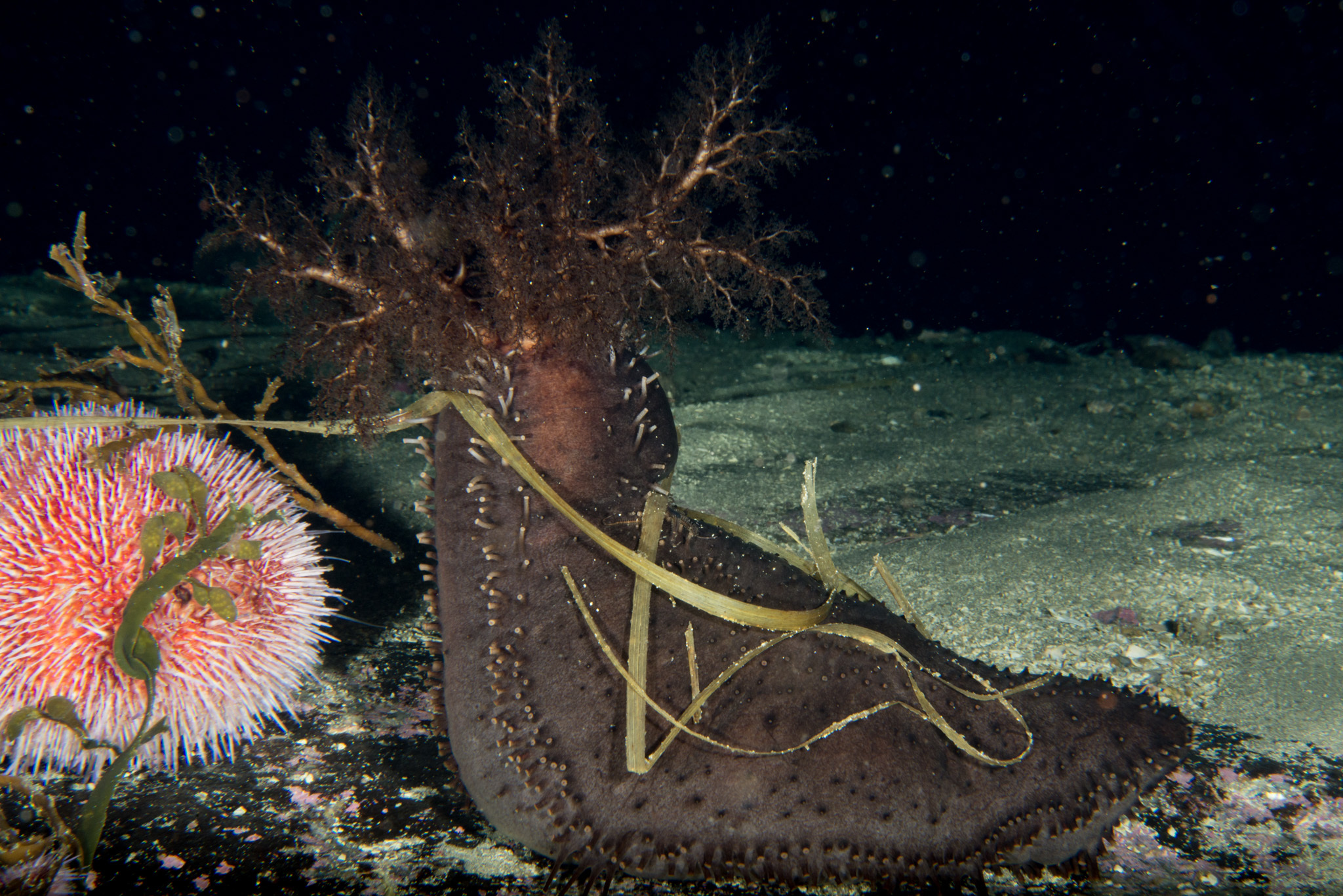
Cucumaria frondosa
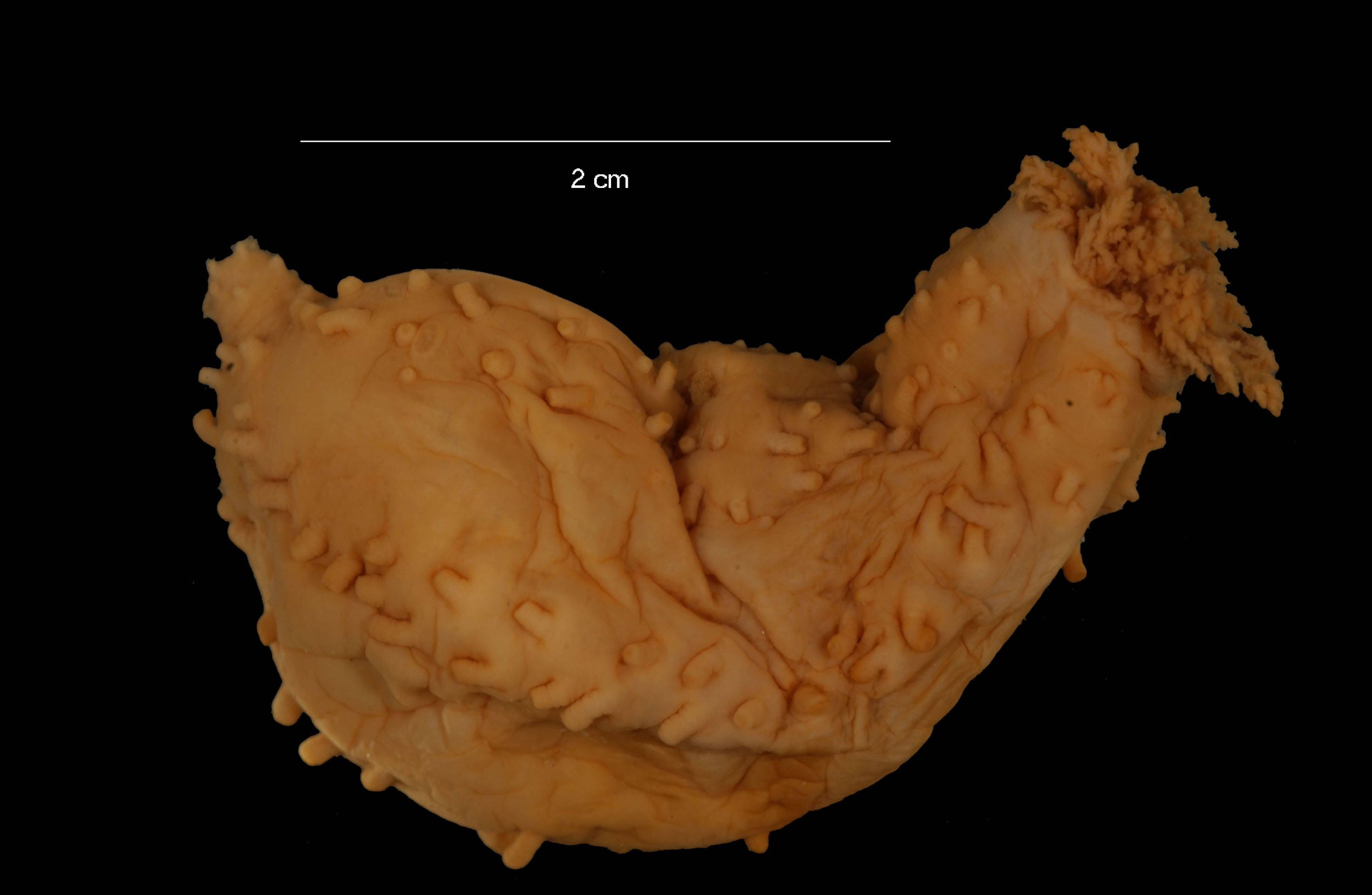
Cucumaria georgiana
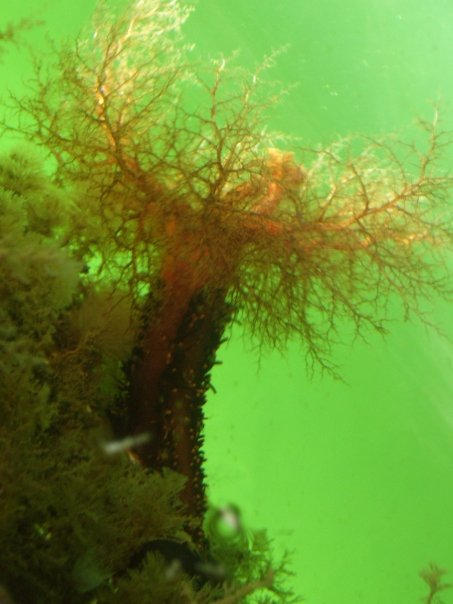
Cucumaria miniata
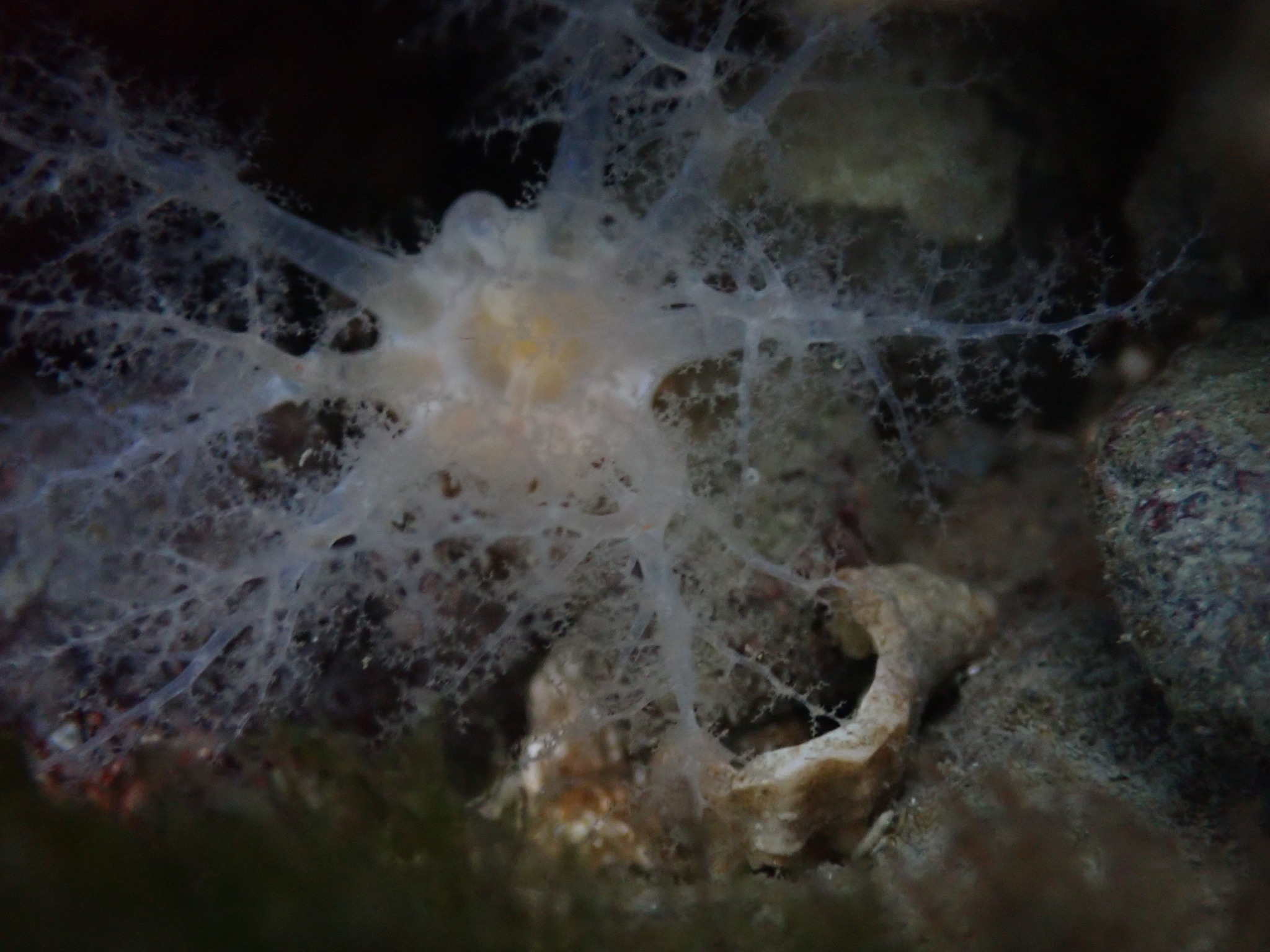
Cucumaria pallida
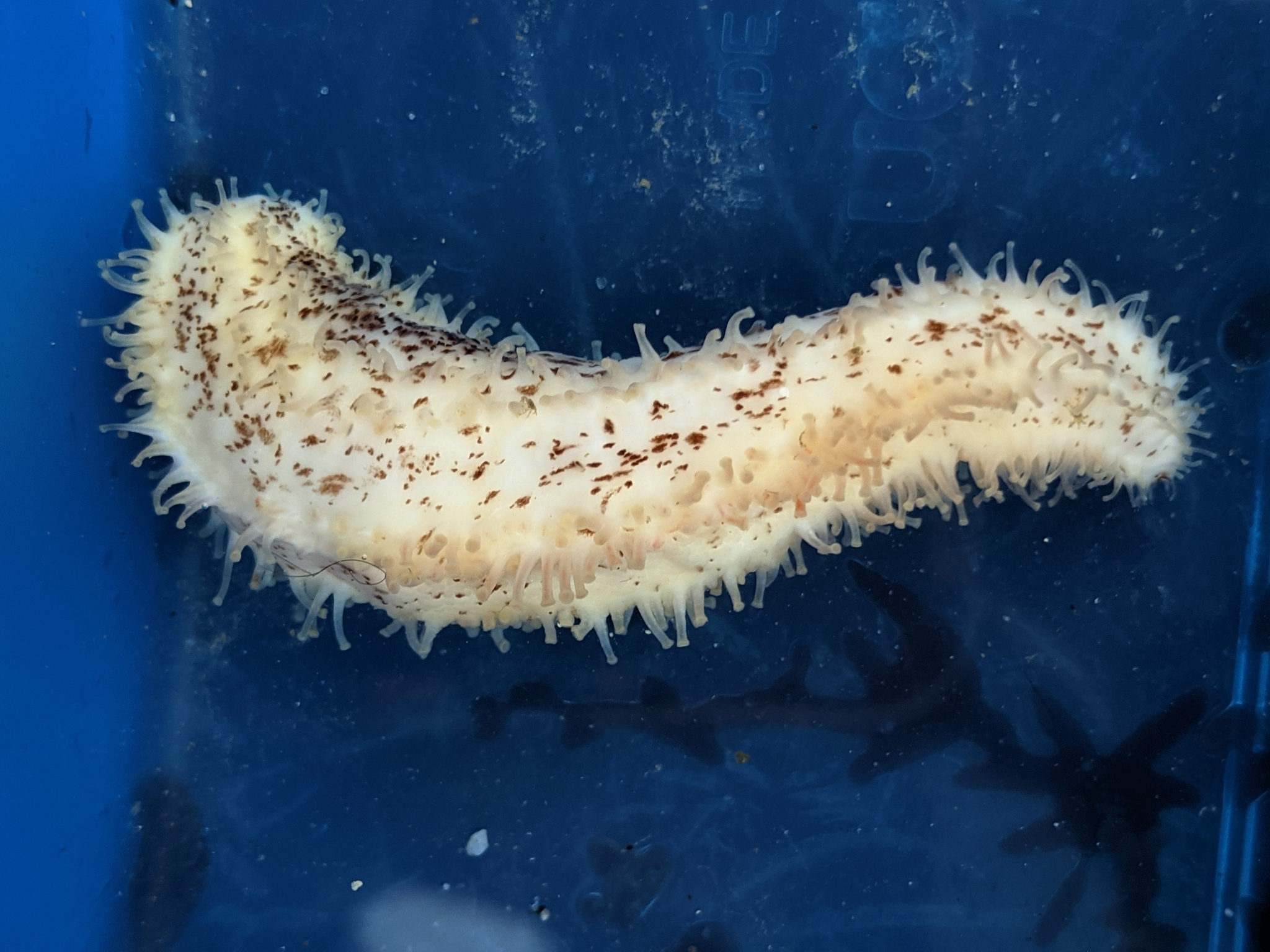
Cucumaria piperata
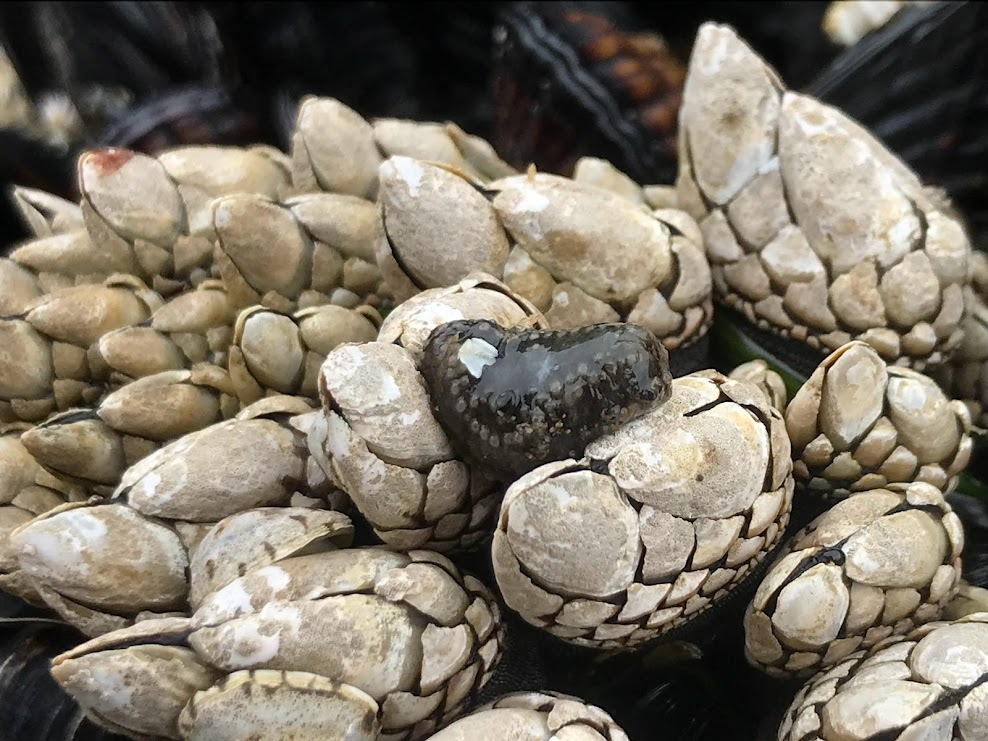
Cucumaria pseudocurata
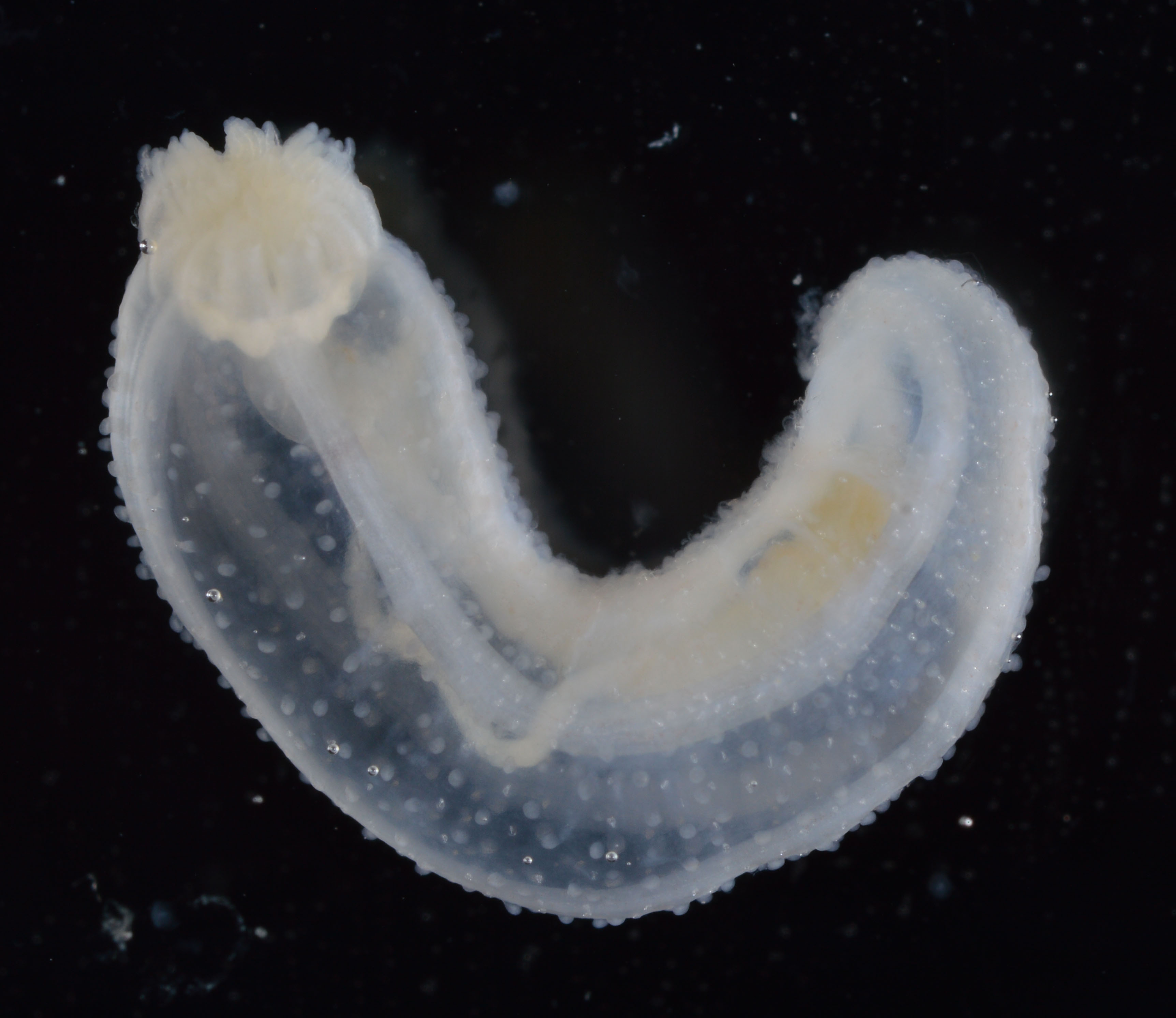
Cucumaria pulcherrima (juvénile)
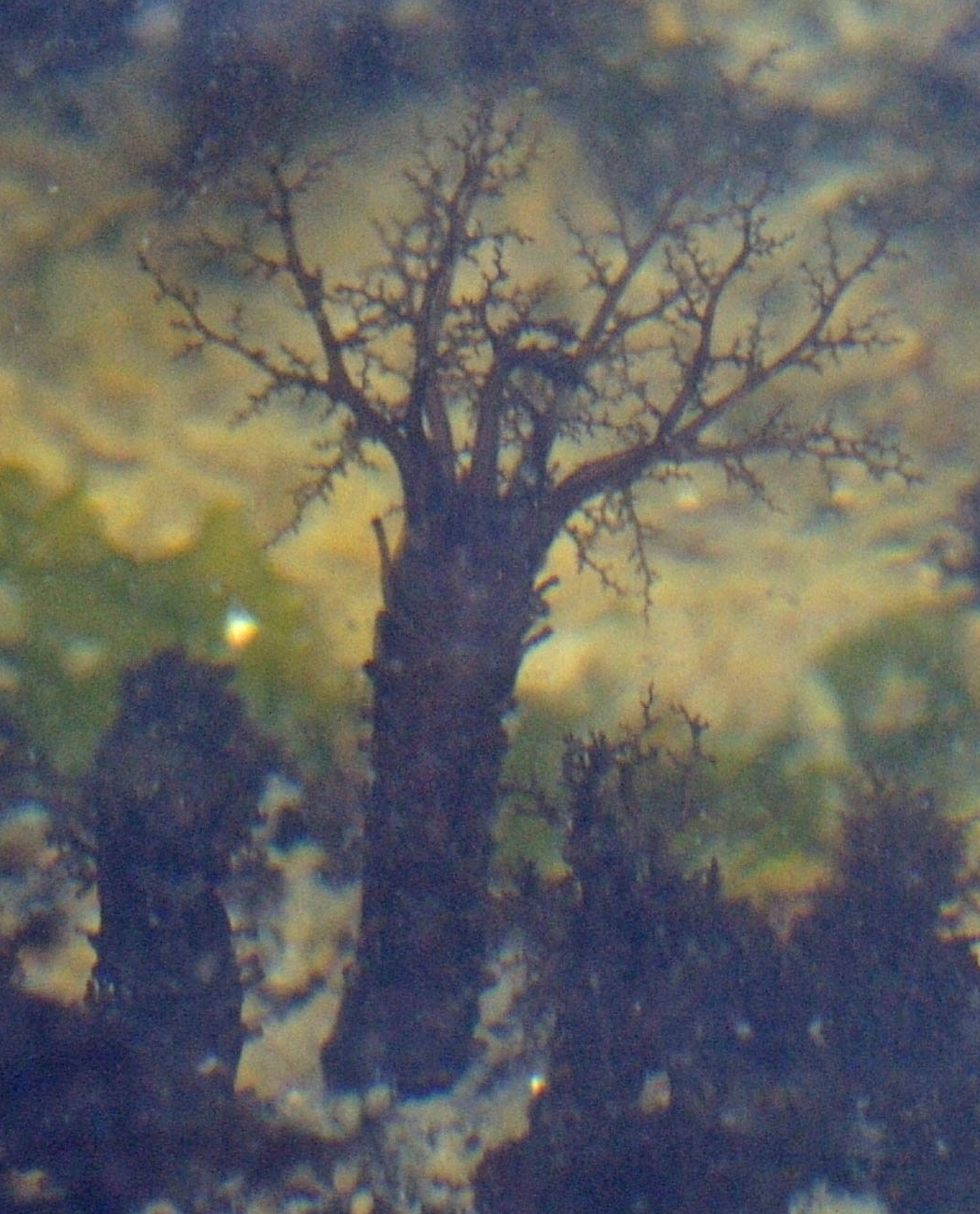
Cucumaria vegae

## Systématique
Le nom valide complet (avec auteur) de ce taxon est Cucumaria de Blainville, 1830.
Ce taxon porte en français le nom vernaculaire ou normalisé suivant : Grand leche-doigts blanc.
Cucumaria a pour synonymes :
- Botryodactyla Ayres, 1851
- Holothuria (Cucumaria)
- Pentactes Burmeister, 1837

## Publication originale
- de Blainville, H. M. (1830). Zoophytes. In: Dictionnaire des sciences naturelles, dans lequel on traitre méthodiquement des differéns êtres de la nature, considérés soit en eux-mêmes, d'après l'état actuel de nos connoissances, soit relativement à l'utlité qu'en peuvent retirer la médicine, l'agriculture, le commerce et les arts. F. G. Levrault. Tome 60. Paris, Le Normat. Pp. 548, pls. 68. Paris, 1830. 60 : 1-546. lire